# Dave McPherson
David McPherson (Paisley, 1964. január 28. –) skót válogatott labdarúgó. 

## Pályafutása

### Klubcsapatban
1982 és 1987 között a Rangers játékosa volt. 1987 és 1992 között a Hearts csapatában játszott. 1992-től 1994-ig ismét a Rangerst erősítette, melynek színeiben két bajnoki címet szerzett. 1994 és 1999 között a Hearts labdarúgója volt. Az 1999–2000-es szezonban Ausztráliában játszott a Carlton együttesénél. 2001 és 2002 között a Greenock Mortonban szerepelt játékosedzőként.

### A válogatottban
1989 és 1993 között 27 alkalommal szerepelt a skót válogatottban. Részt vett az 1990-es világbajnokságon, ahol Costa Rica a Svédország és a Brazília elleni csoportmérkőzésen is kezdőként lépett pályára. Tagja volt az 1992-es Európa-bajnokságon szereplő válogatott keretének is. 

## Sikerei, díjai
Rangers FC
- Skót bajnok (3): 1986–87, 1992–93, 1993–94
- Skót kupagyőztes (1): 1992–93
- Skót ligakupagyőztes (4): 1983–84, 1984–85, 1992–93, 1993–94

Hearts FC
- Skót kupagyőztes (1): 1997–98